# Podmínky optimality
Podmínky optimality se používají v optimalizaci. Jsou to podmínky, které platí pro optimální řešení, a slouží k redukci množiny přípustných řešení.
Rozdělujeme dva typy podmínek optimality:
- nutné: podmínky, které musí splňovat každé optimální řešení dané úlohy (častěji se používají)
- postačující: podmínky, že když je nějaký přípustný bod splňuje, tak je automaticky optimálním řešením

Známé podmínky optimality:
- postačující podmínky prvního řádu
- nutné podmínky prvního řádu
- postačující podmínky druhého řádu
- nutné podmínky druhého řádu
- (Karush-)Kuhn-Tuckerovy podmínky (též Lagrangeovy multiplikátory) z roku 1956
- podmínky F. Johna